# Hu Ying Dao
 (novembre 2015).
L'école Hu Ying Dao (虎影道学校), mot à mot École de l'Ombre du Tigre, est une des écoles constituant le Wushu, art martial traditionnel sino-vietnamien. En gestation depuis 2010, année du Tigre, elle a été fondée officiellement en France, à Vichy (Allier), le 15 août 2011 par le collectif SHENG, appelé aussi Comité Directeur. Sa composition est anonyme car il n'a pas vocation à attirer de considération particulière. L’École Hu Ying Dao se veut pérenne et ne repose pas sur l'existence d'un Maître, mais sur une démarche universelle et intemporelle : le travail et la remise en cause perpétuels.

## Les grands principes de l'École
Elle tire ses origines des pratiques martiales du Nord Vietnam et du Sud de la Chine et, de ce fait, est fortement marquée par le travail des membres supérieurs et d'endurcissement. Néanmoins, l'approche de l'enseignement ne néglige aucune source d'enrichissement martial et permet d'axer son travail sur l'ensemble du corps, préférant privilégier l'adaptation à la morphologie et aux potentiels individuels.

### Particularités de l'École
Les techniques du Nord du Vietnam (vo thuat, thanh long, thiếu lâm hoàng gia võ dạo...) et du Sud de la Chine (wing chun, shaolin hung gar...) l'ont amenée à un travail approfondi des frappes de poings, marteaux, avant-bras, pioches, griffes, saisies, tranches, piques, coudes, paumes, clés, "poussées de mains", "mains collantes", "mains molles" ainsi que des blocages cassants.
Sa filiation revendiquée avec le style Shaolin (Thiếu Lâm) et son attachement à travailler les différents styles de boxe amène ses pratiquants à une ouverture d'esprit et au respect de toutes les pratiques martiales. Son enseignement se complète alors par l'approfondissement des techniques de jambes (positions, et coups de pied) les plus variées possibles, sans omettre les figures spectaculaires, pourvu qu'elles soient efficaces ou utiles dans la progression personnelle.
Il s'agit d'une école d'arts martiaux sans maître physique (TU). Nul ne pouvant se prétendre détenir un savoir infini ni la connaissance absolue. "Chercher au cœur des choses, la substance même du travail martial, le Nadir, là seulement, est la Voie de celui qui avance vers l'illumination".
Garantie de cette démarche, un "Comité Directeur" composé de 4 membres (Jin, Shui, Mu, Huo), s'entourant de tout avis éclairé, s'attache à conserver la dynamique de l'École et assure le respect des valeurs principales déclarées : d'humilité, de travail (recherche), de persévérance (remise en cause perpétuelle), et de respect (ouverture, attention, bienveillance).
Il veille à ce que les principes fondateurs et structurant soient respectés.
L'École Hu Ying Dao accueille des personnalités du monde des arts martiaux de toutes origines pour enrichir par l'échange l'ensemble des membres de l'École. On les appellerait en Occident des "référents" dans tel ou tel domaine d'art martial : Kung fu, Hung-gar, Chi sao, Tui shou, Wing chun, Qi gong, Tai-chi-chuan, Ba Gua Zhang, Thaing, Kyokushinkai, Bando, Muay thaï...
Autre particularité, l'École Hu Ying Dao aborde tant le travail externe qu'interne, le sol, le pugilat, les armes traditionnelles... Elle est donc difficilement classée dans un style interne ou externe, l'un et l'autre étant intimement imbriqués, tout comme le Yin et le Yang.

### Le principe des 5 mouvements
Le principe des 5 éléments (ou des 5 mouvements) est suivi dans la progression des pratiquants de l'art martial selon :
- le cycle d'engendrement (sheng), tout d'abord en abordant le travail inspiré des animaux martiaux shaolin (Grue, Singe/Serpent, Tigre, Léopard, Ours) permettant d'intégrer les sphères physiques et techniques,
- puis le cycle dit Tao, selon le travail rattaché aux animaux taoïstes, cardinaux ou mythiques (Tigre blanc de l'Ouest, Tortue noire du Nord, Dragon azur de l'Est, Phoenix vermillon du Sud, Licorne) permettant l'accès au travail énergétique et subtile.

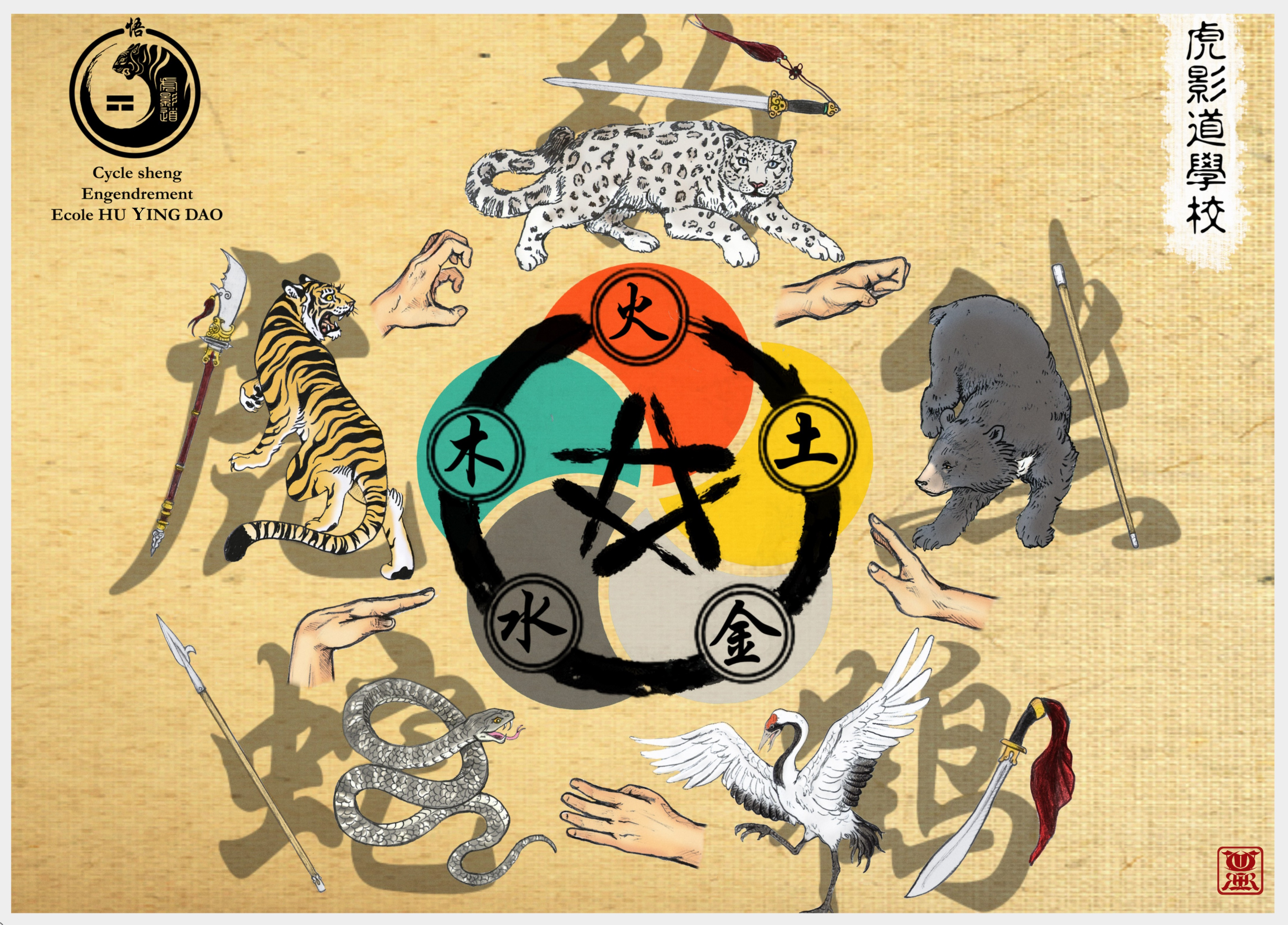
1er cycle d'évolution pédagogique - les animaux martiaux

#### Cinq niveaux de travail
1- cinq domaines du combat (percussion, préhension, projection, contrôle, soumission).
2- quatre qualités physiques (endurance, force, souplesse, vitesse).
3- équilibre de la pratique dans ses trois dimensions (énergétique, technique, physique).
4- pratique les deux faces (interne et externe).
5- vigilance dans l’ensemble des qualités morales exigibles.

#### Le système de progression: les ceintures
- ceinture blanche tissée type judo : aucun grade
- ceinture blanche METAL : JIN ;
- ceinture blanche avec une barrette noire EAU : SHUI ;
- ceinture blanche avec une barrette verte BOIS : MU ;
- ceinture blanche avec une barrette rouge FEU : HUO ;
- ceinture blanche avec une barrette jaune TERRE : TU ;
- ceinture noire et liseré gris 1er Duan avec une barrette blanche ;
- ceinture noire et liseré gris 2e Duan avec 2 barrettes blanches et ainsi de suite… jusqu'au 5e Duan représenté par un carré (symbole de la Terre) blanc (symbole du Tigre Blanc de l'Ouest). Au-delà du 5e Duan, censé représenter la maîtrise, les grades sont honorifiques.

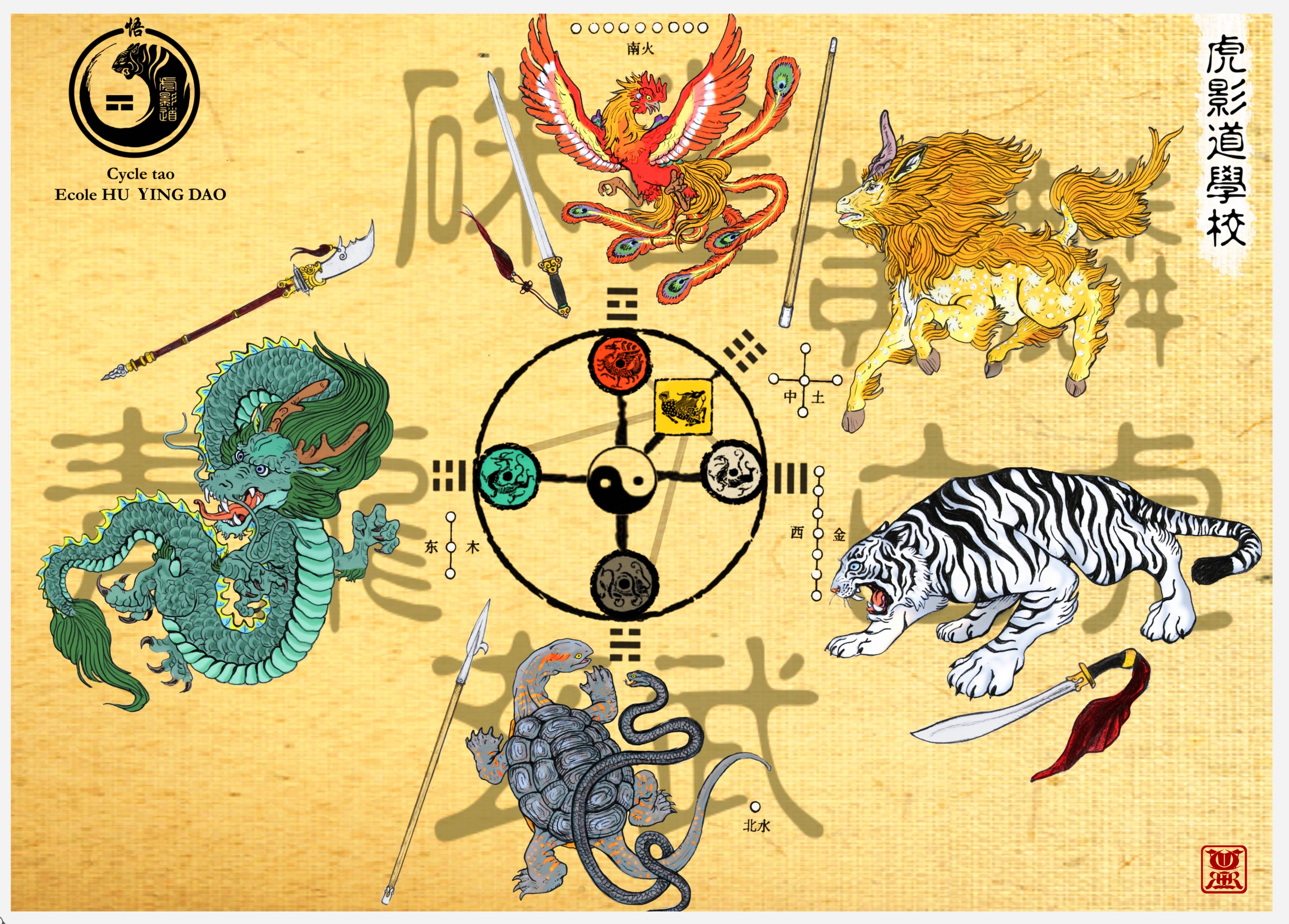
2e cycle d'évolution subtile - les animaux cardinaux

#### Les passages de grades: principes fondamentaux
Un passage de grade se déroule en dehors de l'enceinte habituelle de travail. L’enseignant ne juge pas ses propres élèves, au moins 2 enseignants valident les évaluations. Sont alors évalués les 5 niveaux de travail (dynamique, énergétique, combat, armes, culturel) en fonction des techniques retenues pour le grade à pourvoir.

#### Les 5 outils
La consécration du principe des 5 éléments (5 mouvements) se retrouve dans l’ensemble de la pratique du Hu Ying Dao : dans la philosophie (complémentarité et non pas opposition ni supériorité) , la structuration des entraînements (déroulement), l’approche pédagogique (techniques de la loi d'engendrement Sheng ou de domination Ke), dans l’appréciation des qualités martiales de chaque pratiquant (passages de grades) :
1. travail externe, dynamique et technique (main nue, pied/poings, clés, projections, sol)
2. travail interne, respiratoire, énergétique (ba gua zhang, chi qong, taï chi…)
3. travail des armes traditionnelles
4. travail de confrontation (boxe pied/poing/sol)
5. l’ouverture vers d’autres disciplines : la calligraphie, la pensée traditionnelle chinoise, l’étude des points énergétiques, la médecine chinoise, l’astrologie, la philosophie, l’histoire, la botanique…

## L'influence d'un grand Maître vietnamien:Nguyễn Dân Phú, Lao Su Daï Viet Thanh Long
Les fondateurs du Hu Ying Dao ont pratiqué pendant de longues années le Viet Vo Dao Thanh Long, le Thanh Long Son Haï, et des disciplines martiales diverses comme Hung Gar, Wing Chun, Shaolin Kung Fu, emei, wudang pour les styles chinois... (Kung fu, Hung-gar, Wing chun, mais aussi : Chi sao, Tui shou, Qi gong, Tai-chi-chuan, Ba Gua Zhang, Thaing, Kyokushinkai, Bando (art martial), Muay thaï...)
Le Thanh long c’est avant tout le Maître Nguyen Dan Phu qui a fondé le style et l’Ecole Thanh Long. « Daï Viet Thanh Long » que l’on peut traduire par « l’Invincible, le Suprême Dragon Vert », était le surnom qu’on lui donnait au Vietnam. Il a conservé le nom « Thanh long » (Dragon Vert) et a baptisé ainsi son style et son Ecole. 
Maître Nguyen Dan Phu fut l’un des premiers à enseigner en France un art martial vietnamien (Thiếu Lâm Hoàng Gia Võ Đạo) empreint de techniques chinoises (Shàolín hung-gar (少 林 洪 家). Une des grandes forces de son école fut sa structuration pyramidale, permettant de réserver à chacun une place et un rôle précis. De ce fait, le culte des anciens était ainsi respecté dans la pure tradition asiatique.
Dès 1947, il commença à enseigner à quelques disciples un savoir épuré en self-défense principalement acquis à Hanoi et à la frontière chinoise.
Maître Dan Phu disait détenir ses techniques martiales de trois sources : deux maîtres vietnamiens (Cu Ton et Nguyen Hoa, disciple de Ba Cat, lui-même disciple du Maître chinois Haï Trao - lignée Shaolin) et un maître chinois (dont le nom n’est pas connu) qui vivait juste de l’autre côté de la frontière, au sud donc. Les styles du nord de kung-fu utilisent plus les jambes et ceux du sud davantage les poings. Cette particularité se retrouvera fortement dans son Ecole puisqu’elle privilégie le travail des membres supérieurs. C’est avec ce Maître chinois qu’il apprit également le Thieu Lam (Shaolin en chinois) et son Thai Cuc qui était en fait du Bagua. Nguyễn Dân Phú aborde alors de nombreux styles du nord du Vietnam en majorité chinois (Thiếu Lâm) comme le La Hán Quyền (« boxes des 羅漢 luóhàn »), le Mai hoa Quyền (« boxe de la fleur de prunier » en chinois:  Mei hua quan 梅 花拳,) ou le Liên Hoa Quyển (« boxe de la fleur de lotus »).
Maître Nguyen Dan Phu repris dans son école les techniques martiales très anciennes des 18 mouvements de base de l’école de Shaolin (Thieu Lam en vietnamien) et des 72 techniques du moine Da Mo (Bodhidharma) ainsi que les formes des 8 Pakua. 
Toujours attentif et à la recherche de techniques efficaces, Maître Nguyen Dan Phu s’est entouré de toutes les sources d’enrichissement martial, il n’en excluait aucune, considérant que seul le travail compte.
Lorsque, grâce au Dr Chin Shing Pok , ancien Thanh Long, expert en Taiji chinois, et élève de l'Ecole Thanh Long, Maître Dan Phu découvrit le livre de Jiang Rongqiao, il se remémora de nombreux mouvements qui étaient enfouis dans sa mémoire, mouvements qu’il intégra dans son enseignement. Il avait une haute considération de la valeur de cette pratique.
Cette technique représente l’aspect interne de la pratique de l’école du Dragon Vert et se révèle en fait être une forme de l’art martial chinois Bagua Zhang. 
Maître Dan Phu était un vrai pratiquant toujours prêt à apprendre. Maître Phu a ainsi étudié divers styles en majorité chinois, qui ont historiquement la même origine : Shaolin (Thieu Lâm en vietnamien).
En 1991, Maître Phu, se retirant progressivement de l’enseignement depuis le début des années 1990, vit notamment ses fils créer trois écoles actives de son vivant, puis une quatrième : Thanh Long Son Hai (Nguyen Dan Hung), Thanh Long Dong Haï (Nguyen Dan Binh), Thanh Long Truong Son (Nguyen Dan Viet), Thanh Long Nam Son (Nguyen Dan Minh).
Il disparut le 28 juin 1999, laissant derrière lui une œuvre dont l’héritage est revendiqué chaque jour par bon nombre de ses disciples. On dénombre à ce jour près d'une vingtaine d’écoles, qui seraient issues directement ou indirectement du Thanh Long ou influencées plus ou moins fortement par le Thanh Long.
L’école Hu Ying Dao, pour sa part, poursuit cette démarche de recherche, de remise en cause perpétuelle. Elle ne prétend pas être la énième école légitime issue du Thanh Long. Elle ne renie pas non plus ses origines et intègre bon nombre de principes Thanh Long à son travail. Néanmoins, elle avance dans bien d'autres orientations martiales.
Imitant alors l’exemple de Maître Phu, elle soutient l’enthousiasme des pratiquants dans leur progression personnelle et observe, sans a priori, toutes pratiques martiales. Maître Dan Phu disait : « rien n’est Viet Vo Dao, tout est Viet Vo Dao ». Le travail ne s'arrête donc jamais.

## Une origine chinoise revendiquée
L'enseignement des arts martiaux, et incontestablement celui du Thanh long, trouve son origine en Chine et un berceau en ce haut lieu de Shaolin et s'étoffe lors des rencontres ou affrontements successifs. Par ailleurs, les arts martiaux se sont intégrés dans la culture asiatique dans un contexte philosophico-culturel, épousant plus ou moins opportunément les doctrines des temps traversés: taoisme, confucianisme, bouddhisme...
C’est donc dans cette même démarche que l’Ecole HU YING DAO maintient ses axes de travail et conformément à la tradition asiatique, dans le seul but de rechercher l’amélioration tant physique que morale de ses membres. Une obligation de moyen et non de résultat pèse donc sur chaque pratiquant de Hu Ying Dao.
Elle aborde notamment :
- les aspects internes, énergétiques…
- les techniques externes : le combat (Sanda), les armes traditionnelles, le travail au sol, Taolu…
- les arts supérieurs comme la calligraphie, la pensée traditionnelle chinoise, l’étude des points énergétiques, la médecine chinoise, l’astrologie, la philosophie, l’histoire, la botanique…

L’école Hu Ying Dao, art martial en constante évolution, a décidé de rejoindre la fédération délégataire de Wu Shu, lui permettant de travailler et de s’investir aux côtés des disciplines martiales chinoises. Conformément à la tradition séculaire, et comme le fit jadis Maître NGUYEN DAN PHU avec Maître Ramon AGUILAR, cette école martiale apporte son soutien aux pratiquants qui souhaitent s'orienter vers la compétition.

### Les rendez-vous annuels de l'école Hu Ying Dao en lien avec les fêtes traditionnelles chinoises
Quatre événements ou rassemblements marquent symboliquement l’année au sein de l’Ecole :
- le nouvel an du calendrier chinois et la célébration de la fin de l’hiver par la Danse du Lion : nouvel an lunaire (農曆新年 : Nónglì xīnnián);
- le stage de printemps Meihua (fleur de prunier 梅 花 symbole de l’indénombrable et de la renaissance);
- le stage d’été Hehua ou Luanhua (fleur de lotus 荷花 = fleur emblématique du zénith de l’été faisant face au noir des eaux au-dessus desquelles elle s’élève);
- le stage d’automne dite "fête du double yang" (重陽節 : Chóngyángjié, littéralement : « fête de la répétition du yang »).

### Le nom de quelques grands Maîtres chinois référents
Quelques pratiquants célèbres des arts martiaux chinois :
- Yue Fei (1103–1142), général chinois de la dynastie Song. Des styles tels que le Ying Zhua Pai et Xing Yi Quan attribuent leur création à Yue, bien qu'il n'existe pas de preuve historique.
- Ng Mui (fin XVIIe), fondatrice légendaire de plusieurs styles du Sud, tels que le Wing Chun, le style du Dragon, ou la Grue Blanche du Fujan. Elle est souvent considérée comme l'un des Cinq Moines légendaires qui auraient survécu à la destruction du Temple Shaolin, durant la Dynastie Qing.
- Hung Hei Goon, considéré comme le fondateur du Hung Gar.
- Yang Luchan (1799–1872), important maitre d'un art interne dénommé Tai Chi Chuan au XIXe siècle. Yang est ainsi connu comme le fondateur du style Yang (Tai Chi), et comme un enseignant des styles Wu/Hao, Wu et Sun.
- Les Dix Tigres de Canton (fin du XIXe), un groupe de dix maitres d'arts martiaux du Guangdong, à la fin de Dynastie Qing.
- Wong Fei Hung (1847–1924), héros chinois de la période républicaine. Plus de cent films ont été réalisés à Hong Kong sur sa vie.
- Huo Yuanjia (1867–1910), fondateur présumé de la Chin Woo Athletic Association, célèbre pour ses combats contre des étrangers.
- Ip Man (1893–1972), pratiquant du Wing Chun et premier maitre à enseigner son style à un large public. Il a été le maitre de Bruce Lee. Une majorité des branches actuelles du Wing Chun s'en réclame.